# ماساكي سايتو (لاعب كرة قدم)
ماساكي سايتو (باليابانية: 斉藤 正樹) (4 نوفمبر 1978 في كاناغاوا في اليابان – )؛ هو لاعب كرة قدم كان يلعب كمهاجم.